# 特盧馬奇區

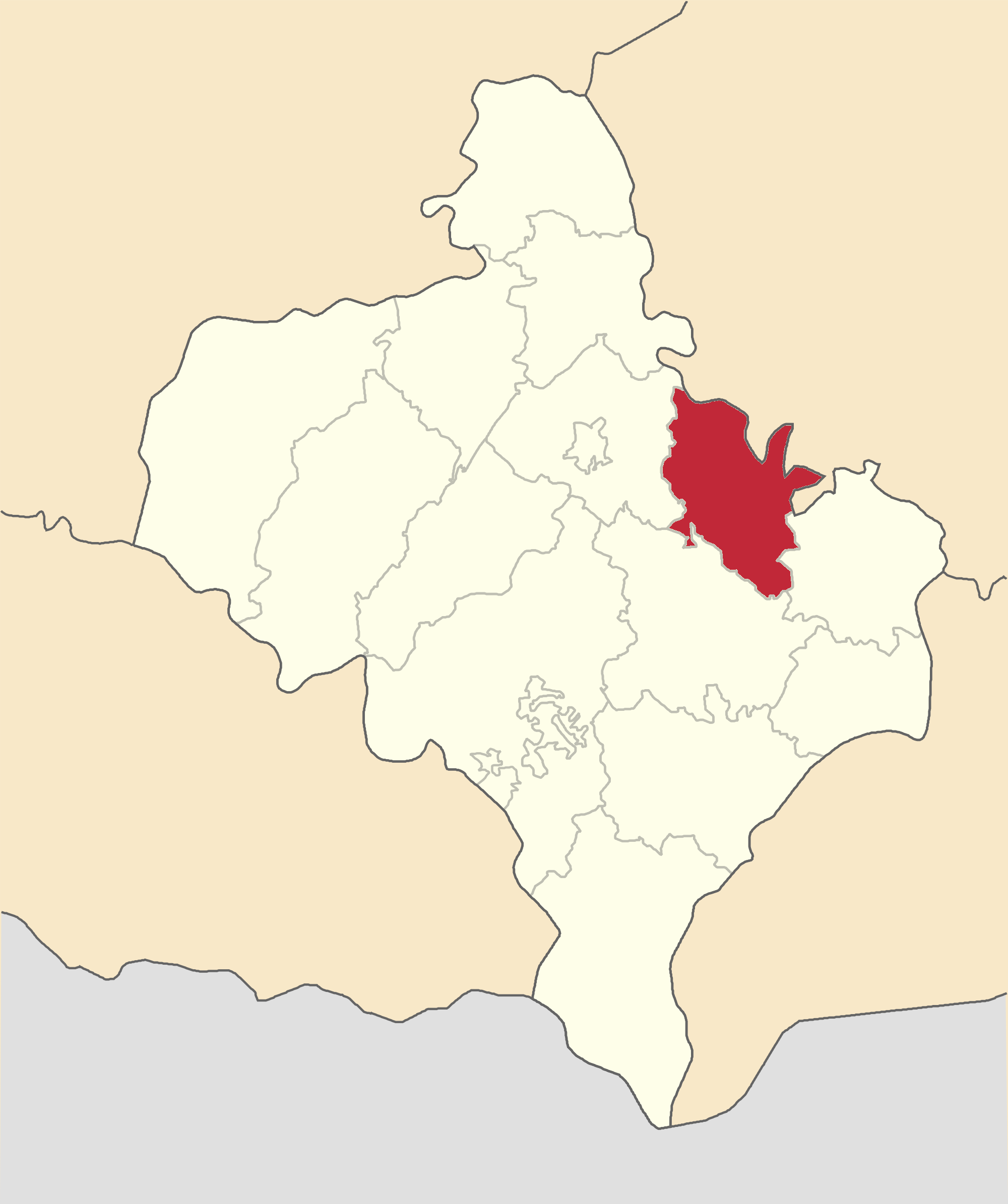

48°49′46″N 25°5′26″E / 48.82944°N 25.09056°E
特盧馬奇區（烏克蘭語：Тлумацький район），是烏克蘭的一個區，位於該國西部，由伊萬諾-弗蘭科夫斯克州負責管轄，首府設於特盧馬奇，面積683平方公里，2015年人口48,282，人口密度每平方公里71.9人。